# Club Ciclista Olímpico

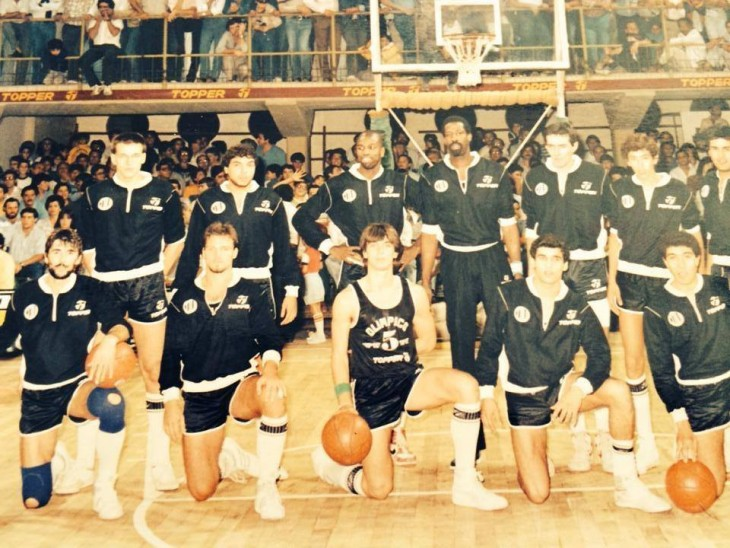
A primeira equipe do Olímpico a disputar a Liga Nacional, em 1987

O Club Ciclista Olímpico, mais conhecido como Olímpico, é um clube profissional de basquetebol localizado em La Banda, Argentina, que atualmente disputa a La Liga. Manda seus jogos no Vicente Rosales com capacidade para 3.400 espectadores.

## Títulos

### Nacional
- Torneo Nacional de Ascenso 2007-08

### Internacional
- Torneio Interligas de Basquetebol de 2023

## Temporada por Temporada
| Temporada | Nível | Liga    | Pos. | Pós Temporada     | Competições internacionais | Competições internacionais |
| --------- | ----- | ------- | ---- | ----------------- | -------------------------- | -------------------------- |
| 2006-07   | 2     | TNA     | 12   | -                 | -                          | -                          |
| 2007-08   | 2     | TNA     | 2    | Promovido         | -                          | -                          |
| 2008-09   | 1     | LNB     | 6    | Quartas de finais | -                          | -                          |
| 2009-10   | 1     | LNB     | 15   |                   | -                          | -                          |
| 2010–11   | 1     | LNB     | 13   |                   | -                          | -                          |
| 2011–12   | 1     | LNB     | 13   |                   | -                          | -                          |
| 2012–13   | 1     | LNB     | 6    | Oitavas de finais | -                          | -                          |
| 2013–14   | 1     | LNB     | 6    | Oitavas de finais | -                          | -                          |
| 2014-15   | 1     | LNB     | 6    | Oitavas de finais | -                          | -                          |
| 2015-16   | 1     | LNB     | 1    | Semifinalista     | 2 Liga Sulamericana        | 2ªF 5-1                    |
| 2016-17   | 1     | LNB     | 4    | Oitavas de finais | -                          | -                          |
| 2017-18   | 1     | La Liga |      |                   |                            |                            |

fonte:eurobasket.com